# Tapuio

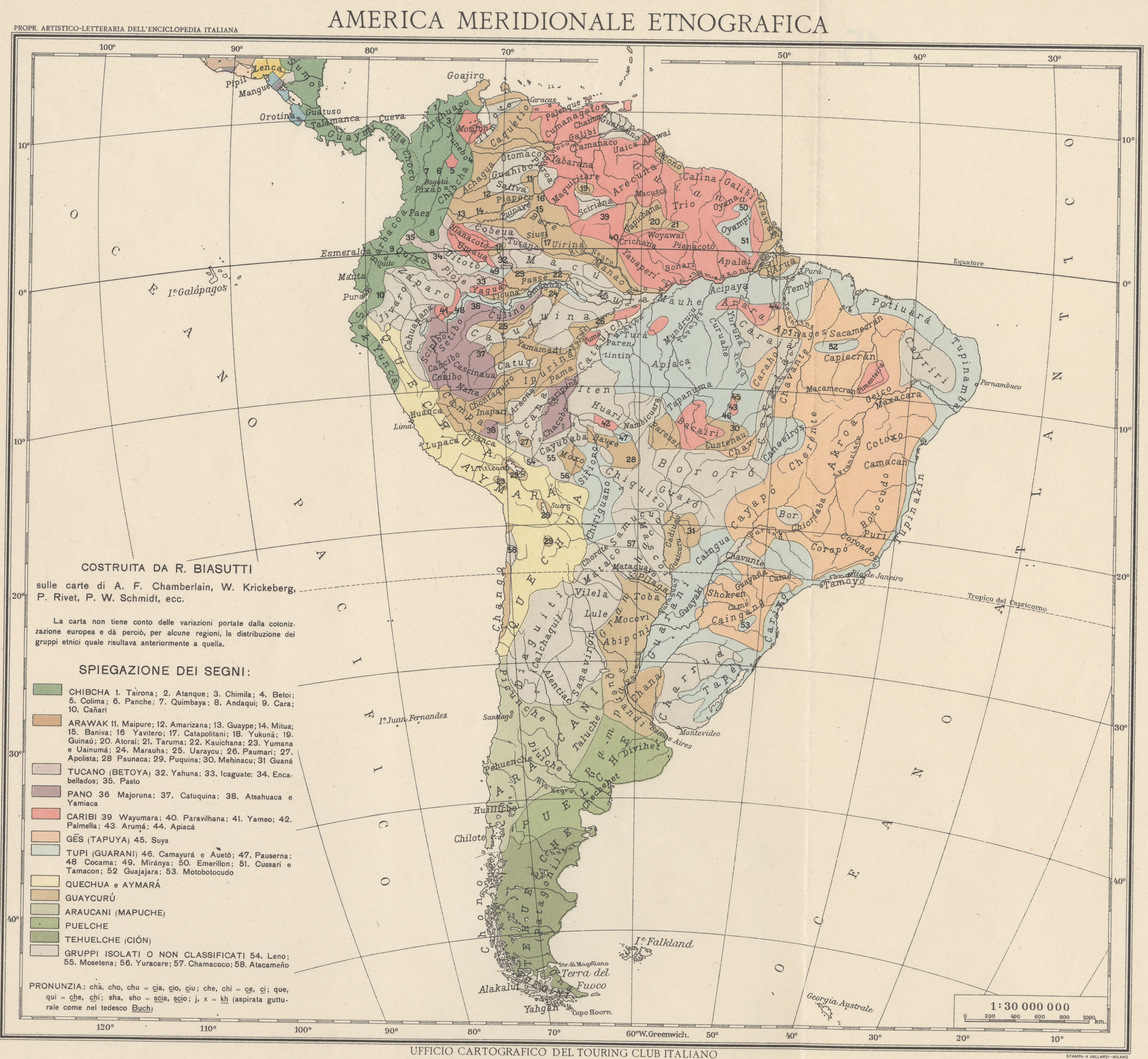
Mappa del Sud America nel 1937. La distribuzione dei Tapuio è evidenziata in rosa salmone con la denominazione Gēs (Tapuya).

I Tapuio sono un gruppo etnico del Brasile che ha una popolazione stimata in circa 235 individui. Parlano la lingua Yuruti (codice ISO 639: YUI) e sono principalmente di fede animista.
Vivono nello stato brasiliano del Goiás, in special modo nelle riserve indigene Carretão I e II. 
Tapuia indica in realtà un insieme eterogeneo di popolazioni; significa "non tupì" ed era usato dagli indigeni Tupi della costa per indicare i loro nemici delle foreste dell'interno, equivalendo in questo senso al termine greco “barbaros” ossia “straniero”, con accezione negativa.
Sembra che il termine sia stato usato per la prima volta dal cronista Gàndavo nel 1576.
Sussiste l'ipotesi che la distinzione tra Tupì e Tapuia sia stata diffusa dai Gesuiti.
Quando i colonizzatori portoghesi si sostituirono agli olandesi, sterminarono i Tapuia.